# Сергушев, Михаил Сергеевич
Михаил Сергеевич Сергушев (настоящее имя — Маркел Прокопьевич Аксёнов, 1886, Коровино, Богородский уезд, Московская губерния — 30 октября 1930, Москва) — участник революционного движения в России.

## Биография
Родился в 1886 году в деревне Коровино Московской губернии в крестьянской семье, русский. Был рабочим Дулёвской фабрики фарфоровой посуды Богородского уезда Московской губернии, Рижской фабрики фарфоровой посуды.
Революционную деятельность начал в Риге. Член РСДРП с 1904 года. За принадлежность к боевой дружине и революционную деятельность 27 декабря 1905 года был арестован, в марте 1907 года — осуждён к высылке на вечное поселение в село Осиновое (Туруханский край, Енисейская губерния), где продолжил партийную работу. В 1913 году попал под амнистию в честь трёхсотлетия дома Романовых.
В 1914-1915 годах проживал в Красноярске, вёл партийную организационную работу, за что и был в 1916 году вновь арестован и осуждён к административной высылке назад в Туруханский край. 
6(19).3.1917 г. в связи с событиями Февральской революции вышел на свободу и приехал в Петроград, в июле был направлен ЦК РСДРП(б) в Сормово. 
С июля по октябрь 1917 года — секретарь Сормовского комитета РСДРП(б), начальник Сормовского штаба Красной Гвардии. С декабря по январь 1919 года — секретарь Нижегородского губкома РСДРП(б), начальник штаба Красной Гвардии Нижнего Новгорода. Был одним из руководителей большевистского переворота в Нижнем Новгороде. С января по 30 мая 1919 года — заместитель председателя Нижегородского губернского комитета РКП(б). С 30 мая по 6 сентября 1919 года председатель Нижегородского губернского комитета РКП(б), председатель Исполнительного комитета Нижегородского губернского Совета.
С 28 октября по 26 ноября 1919 года — председатель Воронежского губернского организационного бюро РКП(б). С ноября 1919 по октябрь 1920 года — председатель Воронежского губернского комитета РКП(б).
В 1920—1921 годах — заведующий организационно-инструкторским отделом, член ЦК КП(б) Туркестана. В 1921—1923 годах — инструктор ЦК РКП(б).
В 1923—1924 годах находился на излечении, с 1924 года — заведующий организационно-инструкторским отделом ЦКК РКП(б), инспектор Народного комиссариата рабоче-крестьянской инспекции РСФСР.
С 31 мая 1924 года по 30 октября 1930 года — член Партийной коллегии ЦКК РКП(б) — ВКП(б) и внеплановый инспектор Народного комиссариата рабоче-крестьянской инспекции РСФСР.
С декабря 1927 года по 30 октября 1930 года — член Партийной коллегии Центральной Контрольной Комиссии ВКП(б).
Умер в Москве.